# Possessed (gruppo musicale)
I Possessed sono un gruppo thrash/death metal statunitense proveniente da San Francisco, California. Nonostante abbiano pubblicato solo due album in studio negli anni ottanta (per riprendere l'attività in studio solo parecchi anni dopo), sono considerati, assieme agli Slayer, il gruppo più influente per il death metal e sono spesso citati come prima band del genere, anche se i Possessed si sono sempre definiti come semplice thrash metal band anche dopo l'esplosione del death metal. Inoltre, la band fu tra le prime (se non la prima) nel metal ad adottare il growl, stile di voce obbligatorio del death e alcuni attribuiscono il nome del genere al loro brano Death Metal. Dopo anni di inattività, il gruppo ha ripreso a suonare con il solo cantante e bassista Jeff Becerra come membro originario.

## Storia

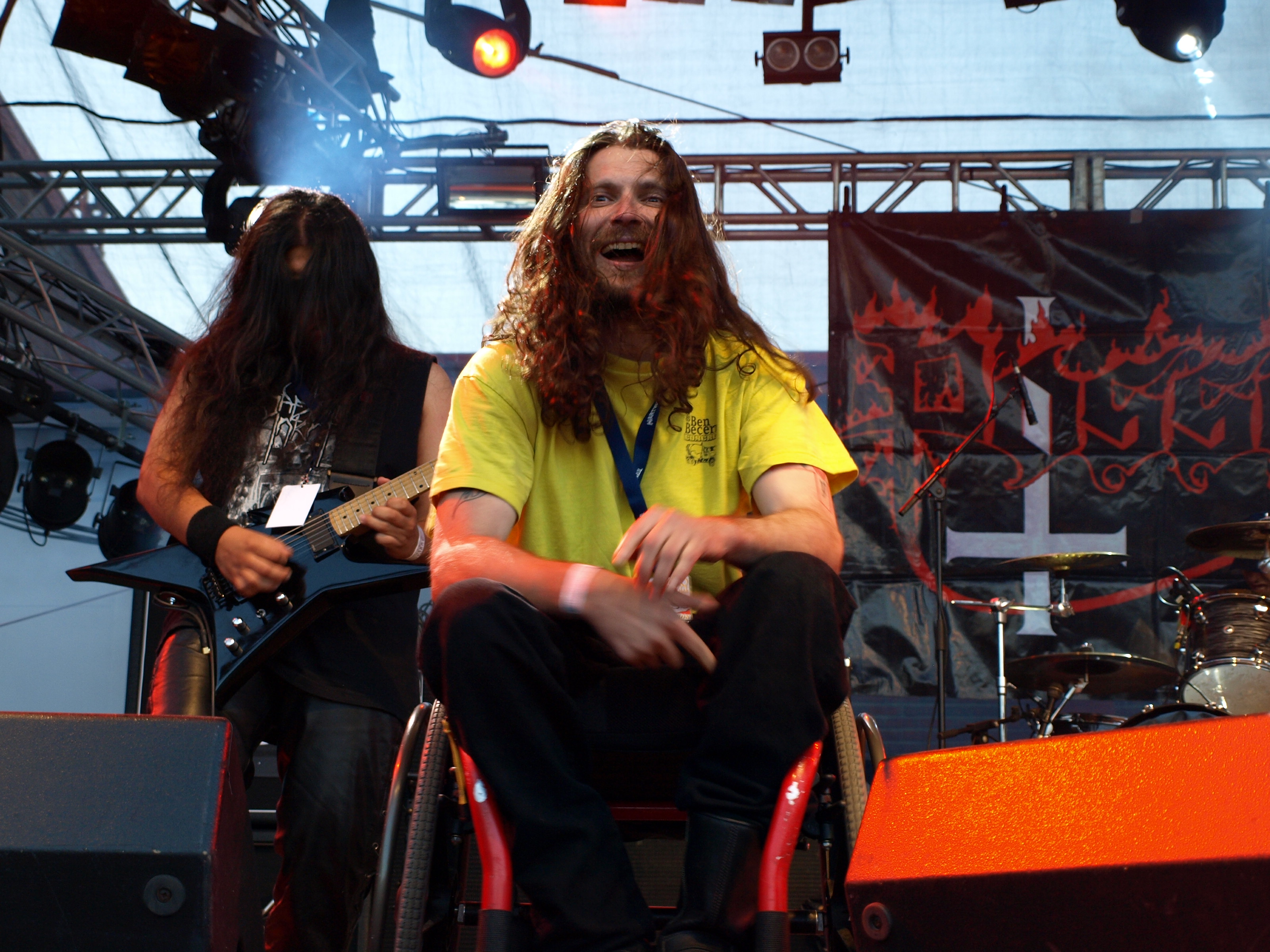
Jeff Becerra 2008 at Jalometalli

I Possessed nascono nel 1983, ad opera del chitarrista Mike Torrao e del batterista Mike Sus. A loro si aggrega il bassista e cantante Barry Fisk ma la sua militanza si rivela molto breve dato che questi si toglie la vita nello stesso anno. Il suo posto viene occupato da Jeff Becerra proveniente dai Blizzard. Nel 1984 i Possessed completano la loro formazione con l'inserimento del secondo chitarrista Brian Montana e iniziano ad esibirsi dal vivo nella Bay Area della California, supportando gli Exodus.
Nello stesso anno il gruppo produce il suo primo lavoro, il demo Death Metal. Questo prodotto viene notato da Brian Slagel, titolare della Metal Blade Records, che rimane colpito dalle performance del gruppo. Slagel inserisce un loro pezzo (Swing Of The Axe) nella lista di "Metal Massacre Vol. VI", compilation che ha contribuito al successo di numerosi gruppi come Metallica, Slayer e Armored Saint.
Successivamente, Montana viene licenziato e al suo posto arriva Larry LaLonde (anche lui membro dei Blizzard), e i Possessed firmano un contratto con la Combat Records. Per la nuova label, il quartetto incide il suo disco d'esordio, Seven Churches (1985), album icona del metal estremo ed indispensabile per la nascita del death metal. La matrice musicale di questo album presenta un thrash metal più cupo e sulfureo, dove il gruppo trae ispirazione dai primi lavori degli Slayer. Sebbene musicalmente venga classificato nel thrash, la voce di Becerra è gutturale e graffiante, una forma grezza di growl, che verrà evoluto in futuro da altri esponenti di questo genere come Chuck Schuldiner dei Death, David Vincent dei Morbid Angel e Glen Benton dei Deicide.
Nel 1986, i Possessed intraprendono un tour e supportano gli Slayer e i Venom al Kabuki di San Francisco e nello stesso anno incidono il secondo album, Beyond the Gates che pur dimostrandosi più curato e personale del precedente album si rivela un flop commerciale. Nel 1987 viene pubblicato un altro EP, The Eyes of Horror, prodotto dal chitarrista Joe Satriani (maestro di Larry LaLonde), il disco segue la linea del predecessore, ma viene più apprezzato dal pubblico. Poco dopo, il gruppo decreta lo scioglimento, a causa della paralisi che costringe sulla sedia a rotelle il frontman Jeff Becerra, in seguito al suo coinvolgimento casuale in una sparatoria.
Mike Torrao riforma i Possessed nel 1990 con una formazione in cui lui è il solo membro originario e si occupa anche delle parti vocali. Questa formazione dà alla luce due demo, 1991 demo e 1993 demo appunto, ma il sodalizio è breve, sancendo così la temporanea estinzione del gruppo, che si riforma nell'aprile del 2007, per mano di Jeff Becerra, che ripresosi dalla sua disgrazia suona con il nome di Possessed sul palco del Wacken Open Air esibendosi su una sedia a rotelle, accompagnato da alcuni membri del gruppo death metal losangelino Sadistic Intent, i quali hanno lavorato come turnisti live per il gruppo fino al 2010. Jeff Becerra ha dichiarato che la nuova formazione sta lavorando su alcune nuove canzoni e potrebbe pubblicare un nuovo album.

## Formazione

### Formazione attuale
- Jeff Becerra – voce (1983-1987, 2007-presente), basso (1983-1987)
- Daniel Gonzalez – chitarra (2011-presente)
- Mike Pardi – chitarra (2013-presente)
- Robert Cardenas – basso (2012-presente)
- Emilio Márquez – batteria (2007-presente)

### Ex componenti
- Brian Montana – chitarra (1983-1984)
- Larry LaLonde – chitarra (1984-1987)
- Mike Sus – batteria (1983-1987)
- Mike Torrao – chitarra (1983-1987, 1990-1993), voce (1990-1993)
- Bob Yost – basso (1990-1992)
- Paul Perry – basso (1992-1993)
- Mark Strausburg – chitarra (1990-1993)
- Walter Ryan – batteria (1990-1993)
- Ernesto Bueno – chitarra (2007-2011)
- Rick Cortez – chitarra (2007-2011)
- Bay Cortez – basso (2007-2011)
- Tony Campos – basso (2011-2012)
- Kelly Mclauchlin – chitarra (2011-2013)

## Discografia

### Album in studio
- 1985 – Seven Churches
- 1986 – Beyond the Gates
- 2019 – Revelations of Oblivion

### Album dal vivo
- 2004 – Agony in Paradise

### Raccolte
- 1992 – Victims of Death
- 2003 – Resurrection
- 2006 – Ashes from Hell

### EP
- 1987 – The Eyes of Horror

### Demo
- 1984 – Death Metal
- 1991 – 1991 demo
- 1993 – 1993 demo

## Videografia
- 2007 – Possessed by Evil Hell (DVD)